# Atletik under sommer-OL 2016 - 1500 meter løb (damer)
Kvindernes 1500 meter løb under sommer-OL 2016 i Rio de Janeiro fandt sted i perioden 12. august til 16. august 2016 på Olympic Stadium.